# 장문석 (배우)
장문석(1977년 8월 19일 ~ )은 대한민국의 배우이다.

## 학력
- 강남대학교 법학과

## 출연 작품

### 영화
- 《CCTV》 (2021년) - 위원장 역
- 《수지프로젝트》 (2013년)
- 《관상》 (2013년) - 이몽가 역
- 《좀비헌터》 (2010년) - 힙합부 역
- 《복싱맘》 (2010년) - 코치 역
- 《포화 속으로》 (2010년) - 4중대장 역
- 《킬미》 (2009년) - 젊은 형사 역
- 《님은 먼 곳에》 (2008년)
- 《좋은 놈, 나쁜 놈, 이상한 놈》 (2008년) - 귀시장파 야채상인 역
- 《레인보우》 (2008년) - 큰아빠 역
- 《좋은 밤 되세요》 (2008년)
- 《소꿉놀이》 (2008년) - 아빠 역
- 《고백》 (2008년)
- 《뜨거운 것이 좋아》 (2007년)

### 드라마
- 《비밀의 남자》 (KBS2, 2020년)
- 《꽃길만 걸어요》 (KBS1, 2019년) - 실장 역
- 《웰컴2라이프》 (MBC, 2019년) - 포토그래퍼 역
- 《으라차차 와이키키 2》 (JTBC, 2019년)
- 《마성의 기쁨》 (드라맥스 & MBN, 2018년)
- 《데릴남편 오작두》 (MBC, 2018년)
- 《꽃 피어라 달순아!》 (KBS2, 2018년)
- 《나쁜 녀석들 : 악의 도시》 (OCN, 2017년)
- 《더 패키지》 (JTBC, 2017년)
- 《크리미널 마인드》 (tvN, 2017년)
- 《왕은 사랑한다》 (MBC, 2017년)
- 《돌아온 복단지》 (MBC, 2017년)
- 《그 여자의 바다》 (KBS2, 2017년)
- 《행복을 주는 사람》 (MBC, 2016년)
- 《월계수 양복점 신사들》 (KBS2, 2016년)
- 《W》 (MBC, 2016년)
- 《애인 있어요》 (SBS, 2015년) - CF 감독 역
- 《하이드 지킬, 나》 (SBS, 2015년)
- 《연애의 발견》 (KBS2, 2014년)
- 《트로트의 연인》 (KBS2, 2014년) - 경찰 역
- 《정도전》 (KBS1, 2014년)
- 《너희들은 포위됐다》 (SBS, 2014년)
- 《귀신 보는 형사 처용》 (OCN, 2014년)
- 《응답하라 1994》 (tvN, 2013년)
- 《황금의 제국》 (SBS, 2013년)
- 《상어》 (KBS2, 2013년)
- 《못난이 주의보》 (SBS, 2013년)
- 《미친 사랑》 (tvN, 2013년)
- 《구가의 서》 (MBC, 2013년)
- 《구암 허준》 (MBC, 2013년)
- 《나인: 아홉 번의 시간여행》 (tvN, 2013년)
- 《더 바이러스》 (OCN, 2013년)
- 《일말의 순정》 (KBS2, 2013년)
- 《가시꽃》 (JTBC, 2013년)
- 《야왕》 (SBS, 2013년)
- 《사랑했나봐》 (MBC, 2012년)
- 《대풍수》 (SBS, 2012년)
- 《아들 녀석들》 (MBC, 2012년)
- 《내 딸 서영이》 (KBS2, 2012년)
- 《유리가면》 (tvN, 2012년)
- 《메이퀸》 (MBC, 2012년)
- 《다섯 손가락》 (SBS, 2012년)
- 《유령》 (SBS, 2012년)
- 《그래도 당신》 (SBS, 2012년)
- 《러브 어게인》 (JTBC, 2012년)
- 《옥탑방 왕세자》 (SBS, 2012년)
- 《적도의 남자》 (KBS2, 2012년)
- 《더킹 투하츠》 (MBC, 2012년)
- 《바보엄마》 (SBS, 2012년)
- 《21세기 가족》 (tvN, 2012년)
- 《한반도》 (TV조선, 2012년)
- 《도롱뇽도사와 그림자 조작단》 (SBS, 2012년)
- 《해를 품은 달》 (MBC, 2012년)
- 《난폭한 로맨스》 (KBS2, 2012년)
- 《고봉실 아줌마 구하기》 (tvN, 2011년)
- 《여자가 두번 화장할 때》 (JTBC, 2011년)
- 《빛과 그림자》 (MBC, 2011년)
- 《특수사건 전담반 TEN》 (OCN, 2011년)
- 《브레인》 (KBS2, 2011년)
- 《폼나게 살거야》 (SBS, 2011년)
- 《오작교 형제들》 (KBS2, 2011년)
- 《여인의 향기》 (SBS, 2011년)
- 《불굴의 며느리》 (MBC, 2011년)
- 《레알스쿨》 (MBC Every1, 2011년)
- 《싸인》 (SBS, 2011년)
- 《드림하이》 (KBS2, 2011년)
- 《프레지던트》 (KBS2, 2010년)
- 《시크릿 가든》 (SBS, 2010년)
- 《웃어요, 엄마》 (SBS, 2010년)
- 《사랑하길 잘했어》 (KBS2, 2010년)
- 《닥터 챔프》 (SBS, 2010년)
- 《별순검 시즌 3》 (MBC 드라마넷, 2010년)
- 《글로리아》 (MBC, 2010년)
- 《결혼해주세요》 (KBS2, 2010년)
- 《전우》 (KBS1, 2010년)
- 《나쁜 남자》 (SBS, 2010년)
- 《자이언트》 (SBS, 2010년)
- 《황금물고기》 (MBC, 2010년)
- 《볼수록 애교만점》 (MBC, 2010년)
- 《거상 김만덕》 (KBS1, 2010년)
- 《민들레 가족》 (MBC, 2010년)
- 《제중원》 (SBS, 2010년)
- 《히어로》 (MBC, 2009년)
- 《막돼먹은 영애씨 시즌 6》 (tvN, 2009년)
- 《열혈 장사꾼》 (KBS2, 2009년)
- 《지붕뚫고 하이킥!》 (MBC, 2009년)
- 《아가씨를 부탁해》 (KBS2, 2009년)
- 《드림》 (SBS, 2009년)
- 《멈출 수 없어》 (MBC, 2009년)
- 《결혼 못하는 남자》 (KBS2, 2009년) - 201호 아빠 역
- 《장화홍련》 (KBS2, 2009년)
- 《천추태후》 (KBS2, 2009년)
- 《바람의 화원》 (SBS, 2008년) - 돌쇠 역
- 《에덴의 동쪽》 (MBC, 2008년) - 박기섭 역
- 《식객》 (SBS, 2008년) - 견인기사 역
- 《알리바이 주식회사》 (Dramax, 2008년) - 이재욱 역
- 《맞짱》 (tvN, 2008년) - 험악남친구 역
- 《형수님은 열아홉》 (SBS, 2004년)
- 《엄마의 노래》 (SBS, 2002년) - 조 실장 역
- 《대추나무 사랑걸렸네》 (KBS1, 2001년)
- 《맛을 보여드립니다》 (SBS, 1999년)